# Велика депресія

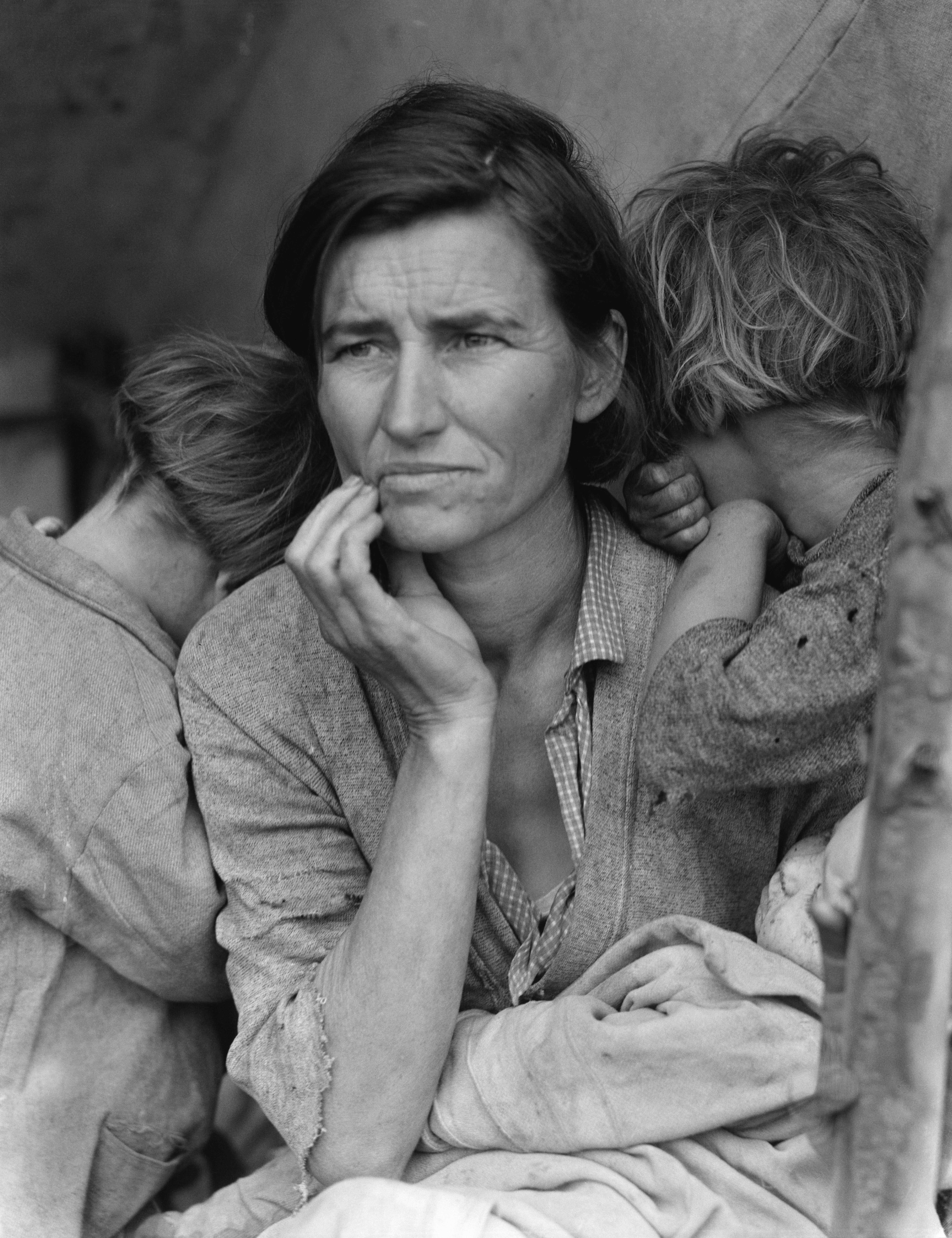
Фотографія Доротеї Ланж Мати-мігрант, покинуті збирачі чаю у Каліфорнії, в центрі — Флоренс Оуенс Томсон, 32-х років, мати сімох дітей з Ніпомо, березень 1936. Дана фотографія є одним з символів Великої депресії.

Вели́ка депре́сія — загальносвітова потужна економічна криза, яка настала восени 1929 року та тривала до кінця 1930-х років. У різних країнах Велика депресія мала різні хронологічні межі, проте найпомітнішою була в країнах Західної Європи та США.
По суті, Велика депресія — це світова економічна криза, а сам термін зазвичай вживається щодо Сполучених Штатів Америки. Велика депресія була найдовшою, найглибшою та найглобальнішою економічною кризою 20 століття і часто використовується як приклад того, наскільки сильно може понизитися рівень світового економічного розвитку.
Велика депресія справила руйнівний вплив практично у всіх країнах, багатих і бідних. Особисті доходи, податкові доходи, прибутки і ціни впали, одночасно міжнародна торгівля знизилася більш ніж на 50 %. Безробіття в США зросло до 25 %, а в деяких країнах ще вище, навіть до 33 %.

## Історія

Індекс Доу-Джонса, 1928–1930

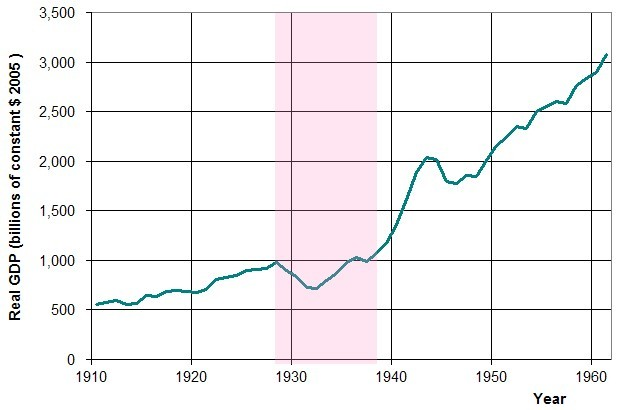
Реальний ВНП США 1910-60, виділені роки Великої депресії (1929–1939).

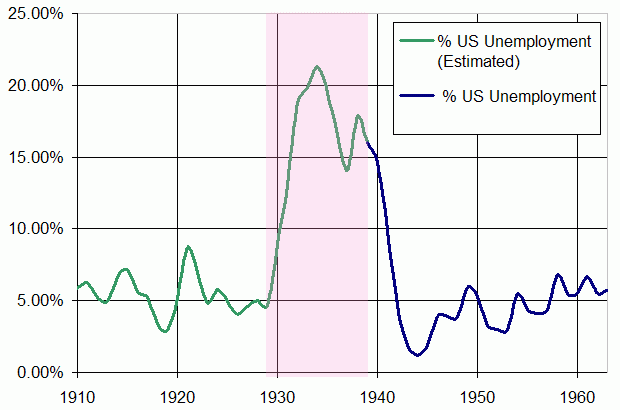
Рівень безробіття в США 1910-60, виділені роки Великої депресії (1929–1939).

Великій депресії передували події Біржового краху в США 1929 року — стрімке падіння цін на акції, що почалося 24 жовтня (чорний четвер) і набуло катастрофічних масштабів 28 жовтня. 29 жовтня (чорний вівторок) — день біржового краху на Уолл-стріт. Деякі дослідники підкреслюють, що біржовий крах був симптомом, а не причиною великої депресії.
До моменту початку кризи 1 % американців володіли надвисокими доходами, 42 % — наднизьким. У 1929 році приблизно 100 великих корпорацій контролювали половину корпоративних фінансів Америки, а банківська система була в дикому стані — банки часто обіцяли своїм вкладникам 4-5 % доходу на день.
З середини 1920-х років фондовий ринок США був повністю у владі «биків» — гравців, що грають на підвищення курсів акцій. 1923 фондовий індекс Dow Jones перебував на рівні 99. У серпні 1929 року він злетів на 400 % і досяг 380, а 3 вересня індекс досяг рекорду 381,17 — однією з причин цього зростання була активність біржових спекулянтів.
Різко зріс обсяг заощаджень, які жителі США зберігали в банках. Процентні ставки тоді були низькі, тому банківські кредити були доступні дуже багатьом американцям, які розраховували погасити їх у майбутньому. Спекулянти брали банківські кредити для того, щоб вкласти ці гроші в акції.
Стан справ у промисловості, здавалося, був блискучим. Промислові компанії рапортували про прибутки і воліли інвестувати їх у виробництво нових видів продукції. Це спонукало біржових гравців активно скуповувати їхні акції. Однак у 1929 році з'ясувалося, що акції не забезпечують високого рівня дивідендів, а прогноз прибутків багатьох компаній-емітентів виявився завищеним. Компанії-емітенти стикалися з падінням обсягів продажів, у той час, як курси їхніх акцій росли.
24 жовтня 1929 (цей день увійшов в історію як «чорний четвер») на Нью-Йоркській фондовій біржі відбулося різке зниження курсу акцій, це ознаменувало початок найбільшої в історії світової економічної кризи.
«Биків» змінили «ведмеді» — гравці на зниження. Інвестори почали масово продавати акції, спроби утримати курси акцій не увінчалися успіхом. Вартість цінних паперів впала на 60-70 %, різко знизилася ділова активність, був скасований золотий стандарт для основних світових валют.
Найсолідніші акції — AT&T, General Electric і General Motors — втратили протягом тижня до двохсот пунктів. До кінця місяця власники акцій втратили понад 15 млрд доларів. До кінця 1929 падіння курсів цінних паперів досягло фантастичної суми в 40 млрд доларів. Закривалися фірми і заводи, тріскалися банки, мільйони людей стали безробітними.
За перші ж три роки депресії збанкрутували 4835 банків. А охоплене панікою населення намагалося за першої ж можливості вилучати свої заощадження з уцілілих банків, у результаті чого кількість грошей в обігу зросла з 454 млн доларів в 1929 році до 5699 млн доларів наприкінці 1932 року.
Криза шаленіла до 1933 року, а її наслідки відчувалися до кінця 1930-х років.
Промислове виробництво під час цієї кризи скоротилося в США на 46 %, у Великій Британії на 24 %, у Німеччині на 41 %, у Франції на 32 %. Курси акцій промислових компаній впали в США на 87 %, у Великій Британії на 48 %, у Німеччині на 64 %, у Франції на 60 %. Колосальних розмірів досягло безробіття. За офіційними даними, в 1933 році в 32 розвинених країнах налічувалося 30 млн безробітних, у тому числі в США 14 млн.
«Новий курс» президента Франкліна Рузвельта, суть якого полягала у проведенні державно-монополістичного регулювання економіки, дозволив поступово нормалізувати становище в країні. Політика «Нового курсу» передбачала регулювання цін, ініціювання об'єднання виробників у великі підприємства, соціальну програму — встановлення мінімальної заробітної плати, максимального робочого тижня, введення пенсій працівникам, які досягли 65 років, та ін.
В результаті цієї кризи в США була створена Комісія з цінних паперів (Securities and Exchange Commission), яка була покликана встановлювати правила гри та карати порушників. Також був прийнятий закон, який заборонив зв'язок між інвестиційними і комерційними банками, і введено державне страхування банківських вкладів на суму, що не перевищує 100 тисяч доларів (для цього сформовано Федеральна корпорація страхування депозитів FDIC).

## Причини та передумови
Серед економістів немає одностайності щодо причин Великої депресії. Існують декілька теорій щодо її передумов, але широко вважається, що у виникненні економічної кризи відіграла роль сукупність факторів.

### Кейнсіанство
Британський економіст Джон Мейнард Кейнс стверджував у «Загальній теорії зайнятості, проценту та грошей», що зниження сукупних витрат в економіці сприяло масштабному падінню доходів і рівню зайнятості, що був значно нижче середнього. У цій ситуації економіка досягла рівноваги на низькому рівні економічної активності та високому рівні безробіття.
Основна ідея Кейнса була проста: щоб утримувати повну зайнятість, уряди в період сповільнення економіки повинні допускати бюджетний дефіцит, оскільки інвестиції приватного сектора є недостатніми для збереження виробництва на нормальному рівні і виходу економіки з рецесії. Кейнсіанці закликали уряди в часи економічної кризи перебороти слабину за рахунок збільшення державних витрат та/або зниження податків.
Під час депресії Франклін Рузвельт впровадив громадські роботи, сільськогосподарські субсидії та інші стимули щоб перезапустити економіку США, але ніколи повністю не відмовилися від спроб збалансувати бюджет. Кейнсіанці стверджують, що це покращило економіку, але Рузвельт ніколи не видавав достатньо багато, щоб могти вивести економіку з рецесії до початку Другої світової війни.

### Монетаризм
Монетаристи, у тому числі Мілтон Фрідман та колишній голова Федеральної резервної системи Бен Бернанке, вважають, що Велика депресія була викликана головним чином через скорочення грошової маси, наслідком неправильної політики американської Федеральної резервної системи і продовженням кризи у банківській системі. На їхній погляд, Федеральна резервна система дозволила своєю бездіяльністю скоротитися грошовій масі, вимірюваній агрегатом M2, на одну третину протягом 1929–1933 років, перетворюючи, таким чином, звичайну рецесію на Велику депресію. Фрідман стверджує, що економічне падіння, що почалося з краху фондового ринку, було б просто черговою рецесією.

### Австрійська школа
Інше пояснення наводить австрійська економічна школа. Серед теоретиків австрійської школи, котрі писали про депресію — австрійський економіст Фрідріх Гаєк і американський економіст Мюррей Ротбард, який написав працю Американська Велика Депресія (1963). Вони, як і монетаристи, більшу частину провини за депресію кладуть на Федеральну резервну систему створену в 1913 році, але, на відміну від монетаристів, вони стверджують, що головною причиною Великої депресії було розширення грошової маси в 1920-х роках, що призвело до буму незабезпечених кредитів.
Згідно з точкою зору цієї школи, причиною була саме ця інфляція грошової маси, що призвела до буму в цінах як активів (акцій та облігацій) так і засобів виробництва. Хоч у 1928 році ФРС зробив монетарну політику жорсткішою, було вже занадто пізно, значний економічний спад був вже неминучим. За словами австрійців, катастрофою було штучне втручання в економіку до початку депресії, а зусилля уряду підтримати економіку, після краху 1929 року, тільки поглибили спад.

### Скорочення міжнародної торгівлі
Багато економістів стверджують, що різкий спад в міжнародній торгівлі після 1930 року спричинив посилення депресії, особливо у країнах значною мірою залежних від зовнішньої торгівлі. Більшість істориків і економістів часткову вину за поглиблення депресії покладають на американський закон Смута — Хоулі про мита (прийнятий 17 червня 1930 року), який значно знизив рівень міжнародної торгівлі, викликаючи у відповідь загострення митної політики в інших країнах. У той час як зовнішня торгівля була невеликою часткою загальної економічної активності в США і була зосереджена лише в декількох галузях, як сільське господарство, в інших країнах вона відігравала значно більшу роль.
Середня ставка мита на імпорт (в США) у 1921–1925 роках склала 25,9 %, але за новими тарифами зросла в 1931–1935 рр. до 50 %. У доларовому вимірі обсяг експорту американських товарів скоротився з $5,2 млрд в 1929 році до $1,7 млрд в 1933 році, але оскільки ціни також впали, то фізичний обсяг експорту знизився на половину. Найсильніше постраждали фермери, особливо експортери таких товарів як пшениця, бавовна, тютюн і пиломатеріали. Відповідно до цієї теорії, розпад експортних господарств змусив багатьох американських фермерів оголосити дефолт за своїми кредитами, що викликало банківську паніку навколо невеликих сільських банків.

### Інші теорії
- Марксистське пояснення пояснює депресію кризою надвиробництва, притаманною капіталізму.
- Теорія біржової бульбашки стверджує, що інвестиції у виробництво були набагато більшими за реально необхідні.
- Теорія стрімкого приросту населення пов'язує кризу з великою кількістю дітей у сім'ї. Велика кількість дітей була характерною для аграрного способу виробництва (в середньому 3-5 дітей на сім'ю), однак на період кризи значно скоротився відсоток природної смертності від хвороб у результаті технологічного прориву в медицині та тимчасового підвищення рівня життя.

## Наслідки
- Рівень промислового виробництва був відсунений до початку XX століття, тобто на 30 років назад.
- У країнах Західної Європи нараховувалось до 30 мільйонів безробітних
- Погіршилось становище фермерів, дрібних підприємців, представників середнього класу. Багато людей опинилося за межею бідності.
- Значно збільшилась популярність як ліворадикальних (комуністичних), так і праворадикальних (фашистських та радикально-націоналістичних) партій. Так, наприклад, у Німеччині владу здобула Націонал-соціалістична німецька робітнича партія на чолі з Адольфом Гітлером.

## Велика депресія в країнах світу

### Австралія
Через велику залежність Австралії від експорту сільськогосподарської продукції наслідки великої депресії були одними з найтяжчих у західному світі. Падаючий експортний попит та ціни на товари призвели до значного скорочення заробітної плати. Безробіття досягло рекордного для Австралії максимуму — майже 29 % у 1932 році. Після 1932 року зростання цін на м'ясо та вироби з вовни сприяло стабілізації економіки.

### Канада
Економіці Канади, окрім великої депресії, значної шкоди нанесли пилові бурі 1930-36 років (Пиловий казан, англ. Dust Bowl). Промислове виробництво скоротилося у 1932 році до 58 % передкризового рівня (для порівняння у Великій Британії — 83 %), а Національний дохід впав до 56 % рівня 1929 року, що стало найгіршими показниками після США. Безробіття у піковому 1930 році досягло 27 %. Окрім цього, у тридцятих роках Канада прийняла дуже жорстку імміграційну політику.

### США

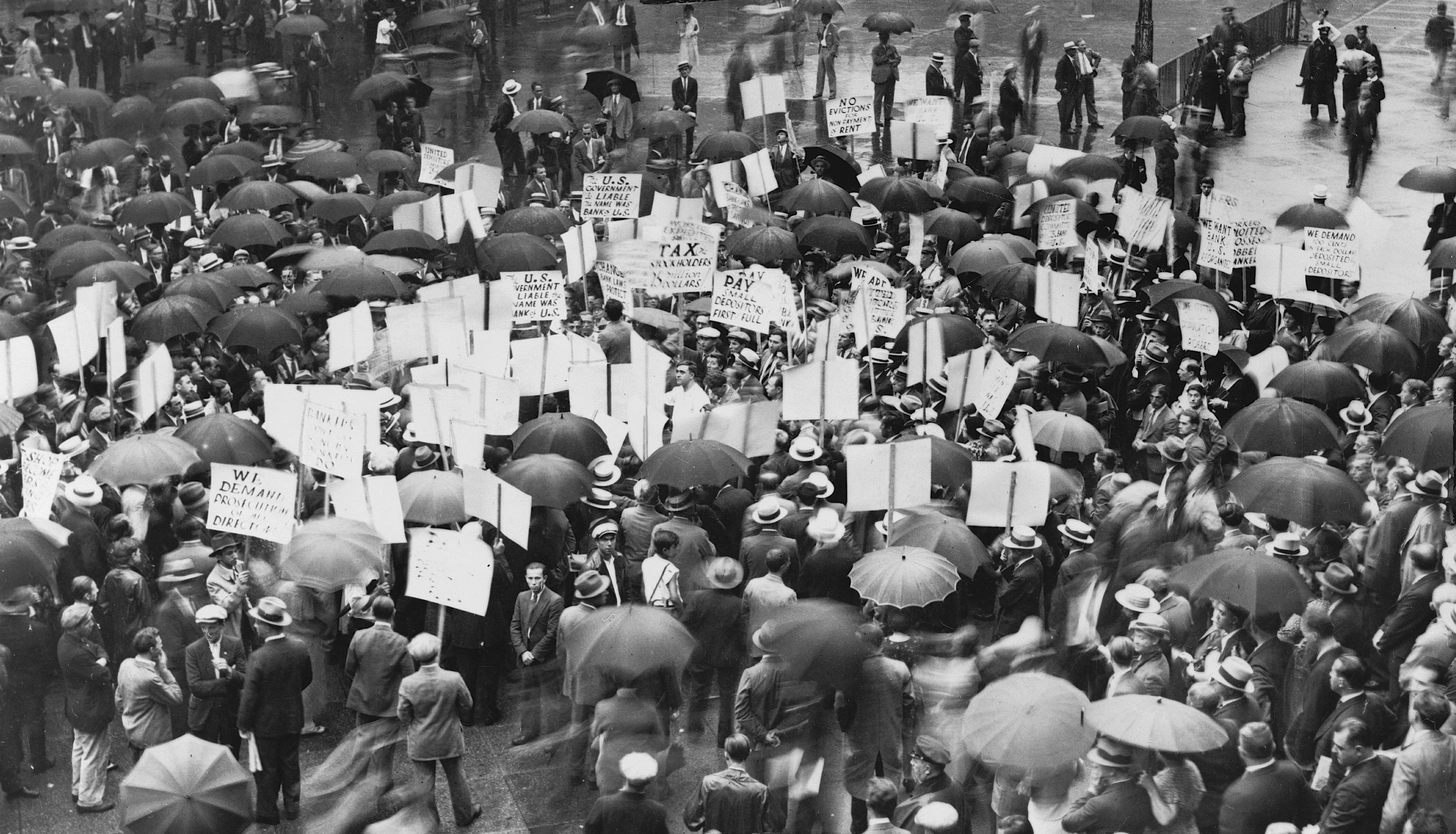
Натовпи навколо Bank of United States в Нью-Йорку після краху в 1931 році.

За статистичними даними, криза у США спричинила найтяжчі наслідки.
- Було закрито більше, ніж 5 тисяч банків
- Акції знецінились на 40 мільярдів доларів
- Внаслідок підвищення рівня інфляції значно зросли ціни
- Промислове виробництво скоротилося на 50 %
- У п'ять разів зменшилося виробництво автомобілів
- з'явилося 12 мільйонів безробітних (у піковий момент кризи — 15 мільйонів)
- 5 мільйонів американських фермерів були позбавлені господарства і землі за несплату боргів.
- На думку деяких експертів, природний приріст населення у США на час кризи суттєво зменшився.

Президент Герберт Гувер розпочав численні економічні програми, проте, вони не переламали падіння.
У червні 1930 року Конгрес затвердив Закон Смута — Хоулі про мита, який підняв тарифи на тисячі імпортних товарів. Метою цього закону було заохочення до покупки продукції американського виробництва за рахунок збільшення вартості імпортованих товарів, підвищення доходів федерального уряду і захист фермерів.
Інші країни відповіли підвищенням митних тарифів на товари американського виробництва, що призвело до скорочення міжнародної торгівлі і, у результаті, поглиблення депресії.
До 1932 року безробіття досягло 23,6 %, на початку 1933 року аж 25 %. Посуха в аграрному регіоні, рекордна кількість дефолтів по кредитах підприємств і домогосподарств, призвели до краху більш ніж 5000 банків. Сотні тисяч американців виявилися бездомними, по всій країні почали з'являтись нетрі називані «Гувервілями». Квартал за кварталом економіка занепадала, ціни, доходи і рівень зайнятості знижувалися, що привело в 1932 до влади Франкліна Делано Рузвельта.
Задля подолання кризи у 1933 році почав здійснюватися Новий курс Рузвельта — різноманітні заходи, направлені на врегулювання економічного становища. Деякі з них, за сучасними уявленнями, допомогли усунути причини, деякі допомагали найпостраждалішим верствам населення, деякі навпаки, погіршували ситуацію. Найспірнішим актом було встановлення Національної Адміністрації Відбудови (англ. National Recovery Administration), яка здійснила ряд радикальних змін в американській економіці, однак у 1935 році була визнана неконституційною Верховним судом Сполучених Штатів.
До 1936 року основні економічні показники знову досягли рівня кінця 1920-х років, за винятком безробіття, яке залишалося високим (11 %), хоч значно нижчим, ніж 25 % у 1933 році. Аж ось навесні 1937 року промислове виробництво США перевищило рівень 1929 року. У червні 1937 року адміністрація Рузвельта скоротила витрати і збільшила оподаткування намагаючись збалансувати федеральний бюджет. В американській економіці знову почалося різке падіння, яке тривало 13 місяців, тобто протягом більшої частини 1938 року. Промислове виробництво протягом кількох місяців знизилося майже на 30 відсотків, а виробництва товарів тривалого користування ще більше. Безробіття зросло з 14,3 % в 1937 році до 19,0 % в 1938 році, піднявшись з 5 до більш ніж 12 мільйонів на початку 1938 року.

### Британія
Індустріальні райони Британії постраждали одразу ж дуже сильно, оскільки зник попит на британську продукцію. До кінця 1930 року безробіття зросло з 1  до 2,5 млн, що склало 20 % від застрахованої робочої сили, експорт зменшився на 50 % у ціновому вимірі. Приміром, у 1933 році безробітними були 30 % жителів Глазго. Через скорочення виробництва кораблів на 90 % безробіття в деяких містах північного сходу сягало 70 %. Національний голодний марш 1932 року був найбільшим із низки голодних маршів, що відбувалися в Британії впродовж 20-х і 30-х років. Приблизно 200 тис. безробітних чоловіків відправили в трудові табори, що продовжували діяти до 1939 року.
У менш промислових Мідлендсі і Південній Англії ефект був короткочасним і наприкінці 1930-х років ці регіони процвітали. Зростання виробництва сучасних електротоварів і бум в автомобільній промисловості спричинили зростання населення півдня і розширення середнього класу. Сільське господарство в цей період також активно розвивалося.

### Німеччина
Депресія завдала дуже сильного удару Веймарській республіці, оскільки припинилися американські позики, метою яких була відбудова німецької економіки після Першої світової війни. На 1932 рік безробіття досягло рівня 30 %. Важка економічна ситуація підняла рейтинг екстремістських рухів. В січні 1933 року до влади прийшла Німецька націонал-соціалістична робітнича партія. Також Комуністична партія Німеччини на виборах у листопаді 1932 року отримала найбільший результат за всю її історію. В цьому ж році після Лозанської конференції Німеччина припинила виплату репарацій (на той час було виплачена восьма частина всіх репарацій).

### Південна Африка
Внаслідок занепаду міжнародної торгівлі, попит на південноафриканський сільськогосподарський і мінеральний експорт різко скоротився. Комісія Карнегі (англ. Carnegie Commission of Investigation on the Poor White Question in South Africa) дійшла висновку, що в 1931 році майже третина африканерів жили як жебраки. Вважається, що соціальний дискомфорт, викликаний депресією був одним з факторів поділу в 1933 році Національної партії на фракції gesuiwerde та smelter і подальшого злиття партії з Південноафриканською партією. Пізніше лідер фракції gesuiwerde Даніель Малан піде на формування своєї власної партії і прийде до влади після виборів 1948 року, впровадить доктрину апартеїду розширюючи расову сегрегацію, що триватиме до 1994 року.

### СРСР
У СРСР роки Великої Депресії збіглися з періодом розкуркулювання та Голодомору. Депресія обвалила ціни на зерно, за рахунок експорту якого радянське керівництво планувало забезпечити імпорт машин і провести індустріалізацію. У 1931 році для покупки одиниці імпортного обладнання потрібно було експортувати зерна в 2,5–3 рази більше, ніж у 1928 році. Окрім того, фінансова криза ускладнила для СРСР отримання кредитів.
Тим не менш, радянська економіка не зазнала економічного спаду. На перший погляд, це виглядало, як підтвердження марксової теорії криз і сприяло поширенню комуністичних та соціалістичних поглядів у світі. Коли радянське торгове представництво в Нью-Йорку оголосило про 6 тисяч вакансій, воно отримало 100 тисяч заяв[джерело?]. Чимало західних інтелектуалів закривали очі на повідомлення про масові смерті, висловлюючи симпатії до Радянського Союзу.

### Франція
Франція не постраждала так сильно, як Німеччина чи Британія. Її економіка менше залежала від імпорту та експорту. Вплив депресії почав відчуватися лише в 1931 році. Рівень безробіття зростав з 1929 по 1935, після чого пішов на спад. Однак важкі часи та зростання безробіття призвело до бунтів, утворення і росту популярності соціалістичного Національного фронту.

### Японія
Велика депресія в Японії не була надто дошкульною. Японська економіка протягом 1929-31 років скоротилася на 8 %. Міністр фінансів Японії Такахасі Корекійо першим впровадив те, що пізніше стало називатися кейнсіанською економічною політикою: по-перше, значні фінансові стимули за рахунок бюджетного дефіциту, а по-друге, девальвація національної валюти. Такахасі використав Банк Японії, щоб оптималізувати бюджетний дефіцит і звести до мінімуму інфляційний тиск. Економетричні дослідження підтвердили виняткову ефективність впроваджених фінансових стимулів.
Девальвація національної валюти дала негайний ефект. Японський текстиль почав витісняти на експортних ринках британський текстиль. Вплив дефіциту бюджету виявився складнішим. Дефіцит був спрямований на закупівлю озброєння для збройних сил. До 1933 року Японія вже вийшла з депресії. У 1934 році Такахасі, зрозумівши, що економіці загрожує «перегрів», щоб уникнути інфляції, змінив політику намагаючись зменшити дефіцитне фінансування, що ішло на озброєння і боєприпаси. Це призвело до сильної і швидкої негативної реакції з боку шовіністів, особливо військових, і завершилося його вбивством під час Інциденту 26 лютого. Це мало стримуючий ефект по відношенню до всіх цивільних чиновників в японському уряді. З 1934 року вплив військових в уряді продовжував зростати. Замість скорочення бюджетного дефіциту, уряд ввів контроль над цінами та схеми раціонування, що скоротило, але не ліквідувало інфляцію, яка залишалася проблемою до кінця Другої світової війни.
Дефіцитне фінансування призвело до трансформації економіки Японії. Промислове виробництво протягом 1930-х років подвоїлося. Крім того, в 1929 році у списку найбільших компаній в Японії переважали представники легкої, особливо текстильної промисловості (багато з автовиробників Японії, наприклад Toyota, мають своє коріння в текстильній промисловості). До 1940 року акценти змістилися з легкої промисловості на важку промисловість.

## Завершення кризи
Деякими експертами вважається, що причиною закінчення Великої депресії стала Друга світова війна, що спричинила масові державні закупівлі озброєння. Хоча таке пояснення розвитку подій має певну достовірність, аналіз історичних джерел вказує на початок економічної стабілізації у 1932–1933 роках, тобто задовго до початку війни.
Фондовий ринок відновився до докризових значень лише через 25 років — тільки в 1954 році індекс Dow Jones перевищив рівень 3 вересня 1929 року.